# Candida buinensis
Candida buinensis är en svampart som beskrevs av Soneda & S. Uchida 1971. Candida buinensis ingår i släktet Candida, ordningen Saccharomycetales, klassen Saccharomycetes, divisionen sporsäcksvampar och riket svampar.   Inga underarter finns listade i Catalogue of Life.